# 주사위는 던져졌다
주사위는 던져졌다(라틴어: alea iacta est/alea jacta est, 영어: The die is cast)는 율리우스 카이사르가 기원전 49년 1월 12일 군대를 이끌고 루비콘강을 건너 이탈리아 북부로 진격하면서 했던 말이라고 알려진 문장이다.
카이사르는 루비콘강을 건너면 당시 로마의 국법을 어기는 것이고 다시 돌아올 수 없는 내전으로 치닫는다는 것을 강조하면서 이 말을 사용했다고 하며 그 이후로 "돌이킬 수 없는 전환점", "다시 돌아올 수 없는 길"을 의미할 때 이 어구를 인용한다. 카이사르는 자신이 좋아하는 그리스 희극작가 메난드로스의 작품에서 이 구절을 인용했다.